# Федра
Федра (грец. Φαίδρα) — дочка критського царя Міноса й Пасіфаї, друга дружина Тесея, мати Демофонта й Акаманта. За міфами, вона закохалася в Тесеєвого сина Іпполіта, що призвело до смерті їх обох.
Сюжет злощасної любові Федри до пасинка знайшов відображення в ряді художніх творів, найвідомішими з яких стали трагедії «Іпполіт» Евріпіда, «Федра» Сенеки і «Федра» Расіна.
Зображена в Аїді на картині Полігнота в Дельфах: її тіло хитається, підвішене на мотузці. Дійова особа в трагедії Софокла «Федра». Овідій написав листа Федри до Іпполіта (Героїди IV).